# Прикордонний острів
Прикордонний острів (кор. 군함도) — південнокорейська історична драма режисера Рю Син Вана, що вийшла на екрани 2017 року.
Події стрічки відбуваються в останні місяці японо-американської війни, відколи на вугольних копальнях Хасіми замість японців, яких було задіяно на фронті, застосовувалася праця корейських вестернбайтерів.

## Сюжет
Музикант Лі Кан Ок потрапивши в халепу в окупованому Сеулі, вирішив разом зі своїм невеликим оркестром та донькою переїхати до Японії. Давши хабаря чиновнику він отримав папери на виїзд та обіцянку що йому допоможуть влаштуватися в Нагасакі. Кан Оку разом з колегами та малолітньою донькою, без перешкод вдається сісти на корабель, та разом з ще декількома сотнями корейців відправитись на пошуки кращої долі. Але потрапивши в порт Нагасакі він розуміє, що його ошукали та ніхто їх до міста не випустить, натомість всіх корейців перевантажили на інший пароплав та повезли в невідомому напрямку. За деякий час всі вони потрапили на острів який був щільно забудований бараками та шахтними стволами. Зійшовши на берег вони одразу потрапляють в пекло, виявляється що на невеликому скелястому острові в численних копальнях в рабських умовах працюють тисячі корейців. В прибулих одразу забирають всі особисті речі, потім змушують повністю роздягтись та відправляють на санітарну обробку. Хлопців та чоловіків невдовзі відправляють «на ознайомлення» до копалень де вони мають працювати, а здорових жінок відправляють до борделю послугами якого користуються японські солдати що розквартировані на острові.
Потрапивши в нелюдські умови кожен намагається пристосуватись як може. Голова гангстерської шайки Чхве Чхіль Сон, одразу кидає виклик бригадиру корейських охоронників Сон Чон Гу який допомагає японцям, і в жорстокій бійці перемагає його та сам стає бригадиром. Музиканту Кан Оку, завдяки вдалому виконанню японських пісень вдається отримати від коменданта острова послаблення режиму. Але переважна більшість корейців змушена працювати на шахтах без жодного захисного спорядження за чашку брудного рису на обід. Номінально японці стверджували що кожен працівник отримає гідну платню, але на ділі ніяких грошей ніхто не бачив, а якщо робітник гинув то його просто кремували на острові.
В той же час штаб армії спротиву окупації Кореї відправляє одного зі своїх найкращих бійців Пак Му Йона врятувати одного з найвпливовіших своїх діячів Юн Хак Чхоля, якого за данними розвідки японці тримають на Хасімі. Під виглядом звичайного робітника Му Йон потрапляє на острів та розпочинає пошук Хак Чхоля. За деякий час Му Йон знаходить Хак Чхоля та розповідає йому про своє завдання, але під час підготовки до втечі Му Йон дізнається що Хак Чхоль зрадник який таємно співпрацює з японцями. Але як вивести його на чисту воду, та як довести сотням корейців що їх лідер зрадник? Ускладнює ситуацію потужне бомбардирування острова американцями, після чого відчуваючи скору поразку японці починають розробляти план повної ліквідації корейців на Хасімі.

## Акторський склад

### Головні ролі
- Хван Чон Мін[en] — у ролі Лі Кан Ока[3]. Музикант який разом зі своїм невеликим оркестром та донькою змушений тікати з окупованої Кореї.
- Со Чі Соп[en] — у ролі Чхве Чхіль Сона[4]. Голова одного з бандитських угруповань в Кореї який разом зі своєю бандою потрапив на копальні Хасіми.
- Сон Чжун Кі — у ролі Пак Му Йона[5]. Військовий який був засланий на острів щоб врятувати одного з провідних діячів спротиву окупації.
- Лі Чон Хьон[en] — у ролі О Маль Ньо[6]. Дівчина з півночі Кореї яку японці змусили стати жінкою для втіхи.

### Другорядні ролі
- Кім Су Ан — у ролі Лі Со Хї. Малолітня донька Лі Кан Ока.
- Лі Кьон Йон[en] — у ролі Юн Хак Чхоля. Один з провідних діячів спротиву окупації якого поважали всі корейці на острові, який насправді виявився зрадником.
- Кім Мін Чже — у ролі Сон Чон Гу. Кореець якого японці назначили бригадиром шахтарів. Відчувши владу над іншими почав поводитись з іншими жорстокіше за японців.
- Кім Ін У — у ролі Дайсуке Шімазакі. Комендант острова.
- Кім Чон Хий — у ролі Ямади.
- Лі Чон Ин — у ролі голови спілки дівчат для втіхи на острові.

## Нагороди
| Рік  | Нагорода                                       | Категорія                                     | Отримувач             | Результат | Прим.       |
| ---- | ---------------------------------------------- | --------------------------------------------- | --------------------- | --------- | ----------- |
| 2017 | 1-ша Сеульська премія                          | Краща акторка другого плану                   | Лі Чон Хьон           | Перемога  | [ 7 ] [ 8 ] |
| 2017 | 1-ша Сеульська премія                          | Спеціальна акторська нагорода                 | Кім Су Ан             | Перемога  | [ 7 ] [ 8 ] |
| 2017 | 26-та Кінопремія Буїль                         | Краща акторка другого плану                   | Кім Су Ан             | Перемога  | [ 9 ]       |
| 2017 | 26-та Кінопремія Буїль                         | Кращий художник-постановник                   | Лі Хво Кьон           | Перемога  | [ 9 ]       |
| 2017 | 37-ма Премія корейської асоціації кінокритиків | Технічна нагорода (художник-постановник)      | Лі Хво Кьон           | Перемога  | [ 10 ]      |
| 2017 | 37-ма Премія корейської асоціації кінокритиків | Топ-10 фільмів                                | «Прикордонний острів» | Перемога  | [ 10 ]      |
| 2017 | 38-ма Кінопремія Блакитний дракон              | Кращий художник-постановник                   | «Прикордонний острів» | Перемога  | [ 11 ]      |
| 2017 | 38-ма Кінопремія Блакитний дракон              | Популярна зірка                               | Кім Су Ан             | Перемога  | [ 11 ]      |
| 2017 | 25-та Премія корейської культури та розваг     | Нагорода за високу майстерність (кіноактор)   | Лі Гин Йон            | Перемога  | [ 12 ]      |
| 2017 | 25-та Премія корейської культури та розваг     | Нагорода за високу майстерність (кіноакторка) | Лі Чон Хьон           | Перемога  | [ 12 ]      |